# Ravel Morrison
Ravel Ryan Morrison (n. 2 februarie 1993, Wythenshawe, Manchester) este un mijlocaș aflat sub contract cu Queens Park Rangers, împrumutat de la Lazio.